# جورج ولز باركر
جورج ولز باركر (بالإنجليزية: George Wells Parker)‏ هو سياسي أمريكي، ولد في 18 سبتمبر 1882، وتوفي في 28 يوليو 1931.